# Aemngvantom
Genre
Aemngvantom est un genre de scorpions de la famille des Pseudochactidae.

## Distribution
Les espèces de ce genre sont endémiques du Laos.

## Liste des espèces
Selon The Scorpion Files (02/11/2021) :
- Aemngvantom lao (Lourenço, 2012)
- Aemngvantom thamnongpaseuam Prendini, Ehrenthal & Loria, 2021

## Étymologie
Le nom du genre vient du lao "aemngvan tom" signifiant "scorpion".

## Publication originale
- Prendini, Ehrenthal & Loria, 2021 : « Systematics of the relictual Asian scorpion family Pseudochactidae Gromov, 1998, with a review of cavernicolous, troglobitic, and troglomorphic scorpions. » Bulletin of the American Museum of Natural History, no 453, p. 1-149 (texte intégral).